# 田丸重雄
田丸 重雄（たまる しげお）は、日本の映画監督、脚本家であり、映画に俳優として出演もしており、かつて1930年代に京都に存在した映画会社、マキノトーキー製作所では経理部長でもあった。各職能が未分化、あるいは越境的な、当時のインディペンデント映画界のもつヌーヴェルヴァーグ的気風を体現した人物のひとりである。

## 来歴・人物
生年生地、経歴不詳。
1931年（昭和6年）8月14日に公開された田坂具隆監督のコメディ無声映画『五人の愉快な相棒』に「図書館長」役として、突如、スクリーンと映画史に登場した。俳優出身で、同作の4年前までまだ出演していた、当時29歳の同作の脚本家・山本嘉次郎の仲間であることが推測される。
次に田丸の名が登場するのは、牧野省三の没後6年にして牧野の長男であるマキノ正博が1935年（昭和10年）11月に設立した「マキノトーキー製作所」が、翌1936年（昭和11年）1月に発表した同社の陣容である。田丸は同社の経理部長に就任している。
その同月、「経理部長田丸」は、マキノトーキー撮影所長・マキノ正博との共同監督として、『最後の土曜日』で映画監督および脚本家としてデビューしている。同作は同月24日に公開された。また、同年に田丸が監督した『涯なき航路』のロケ先に、数日前まで撮影所を見学していたP.C.L.映画製作所の滝村和男が現れ、主演の中野英治、山縣直代ら現代劇の俳優を引き抜くという事件があった。同社脚本部の山下元のオリジナル脚本による『旅と春風』も監督、都合3本の監督作があり、1本のオリジナルストーリー、1本のオリジナルシナリオが映画化された。
同年の暮れに、同社の理事・笹井末三郎が、全従業員の年末賞与とするため、自ら経営する賃貸物件の土地建物を売却して調達した2万円を「経理部長田丸」に渡している。明けて1937年（昭和12年）1月31日には、田丸が書いたオリジナルシナリオ『二階の花嫁』が久保為義監督作として封切られている。そして同年4月初旬のマキノトーキー最後の日、「解散式」では、マキノ、笹井、監督の久保、俳優の月形龍之介、沢村国太郎とともに「経理部長田丸」は、同社の看板が燃やされる火を眺めながら、湯飲みに注がれた酒を飲み干している。
時期に関しては不明だが、マキノトーキー入社前か、解散後に、東京・浅草公園六区の軽演劇の劇団「笑の王国」（1933年 - 1943年）の文芸部に名を連ねている。
これ以降の田丸の消息はわからない。存命中であっても、山本やマキノの同世代では現在100歳を超えている。

## フィルモグラフィ
日活太秦撮影所
- 五人の愉快な相棒　1931年　出演　原作・監督田坂具隆、脚本山本嘉次郎、撮影伊佐山三郎、主演入江たか子、共演南部章三、清水俊作、岸井明、松田専治　※「図書館長」役

マキノトーキー製作所
製作・録音はすべてマキノ正博である。
- 最後の土曜日　1936年　監督・脚本　共同監督マキノ正博、原作秦六造、撮影大塚周一、主演中野英治、山縣直代
- 涯なき航路　1936年　監督　出演中野英治、山縣直代、坂内永三郎、田中春美、大泉慶治、榊田敬治、滝田栄子、ジョー・オハラ　※サウンド版
- 旅と春風　1936年　監督　原作・脚本山下元、撮影柾木四平、主演団徳麿、桜井京子　※サウンド版
- 艶福佐官侍　1936年　原作　監督根岸東一郎、脚本玉江竜二、撮影藤井春美、出演田村邦男、達美笑子、松浦築枝
- 二階の花嫁　1937年　原作・脚本　監督久保為義、撮影西本良生、出演田村邦男、島津勝二、新見映郎、曽呂利進、広瀬康治、マキノ博子、金沢千恵子、京町ふみ代、花野国子

## 註
1. 1 2 3  マキノ[1977]初版 p.322-374.
2. ↑  劇団結成の動向4、帝京平成大学、2009年5月30日閲覧。

## 関連事項
- 日活太秦撮影所
- マキノトーキー製作所
- マキノ雅弘